# 艾連·葉卡
艾連·葉卡（英文：Eren Yeager）是日本漫畫家諫山創所創作的漫畫《進擊的巨人》中的主角。在改編動畫中，由梶裕貴擔任艾連的日語配音，宋昱璁擔任華語配音，粵語配音由曹啟謙（TVB版本）和杜景煜（影碟版本）擔任，而英語版由布莱斯·峇本布鲁克配音。在改編真人電影則由三浦春馬飾演。
《進擊的巨人》的故事建立在人類與食人的巨型怪物「巨人」的衝突上，當童年時代的艾連目睹自己母親被巨人生吞後，便發誓要驅逐世界上的巨人。艾連和他的青梅竹馬米卡莎·阿卡曼和阿爾敏·亞魯雷特一同應徵加入军队，最终被分配到负责在牆外內收集巨人情報及對抗巨人的調查兵團。而隨著故事的進展，艾連展現出變身成巨人的特殊能力，人類因此獲得了巨大的幫助，並逐漸得到反擊的機會。

## 設計
作者諫山創成長於被群山圍繞的大分縣日田郡，他曾經幻想著能跨越山脈，而這個想法反映在故事之中：艾連的故鄉是被城牆包圍的市鎮，而他的願望便是走出城牆、一窺外面的廣闊世界
。比起少年漫畫裡那些刻板的急性子主角，諫山更傾向於將艾連設計成「看見巨人時會嚇得癱軟的普通少年」。艾連巨人型態的體型外貌參考了中量級綜合武術家岡見勇信。

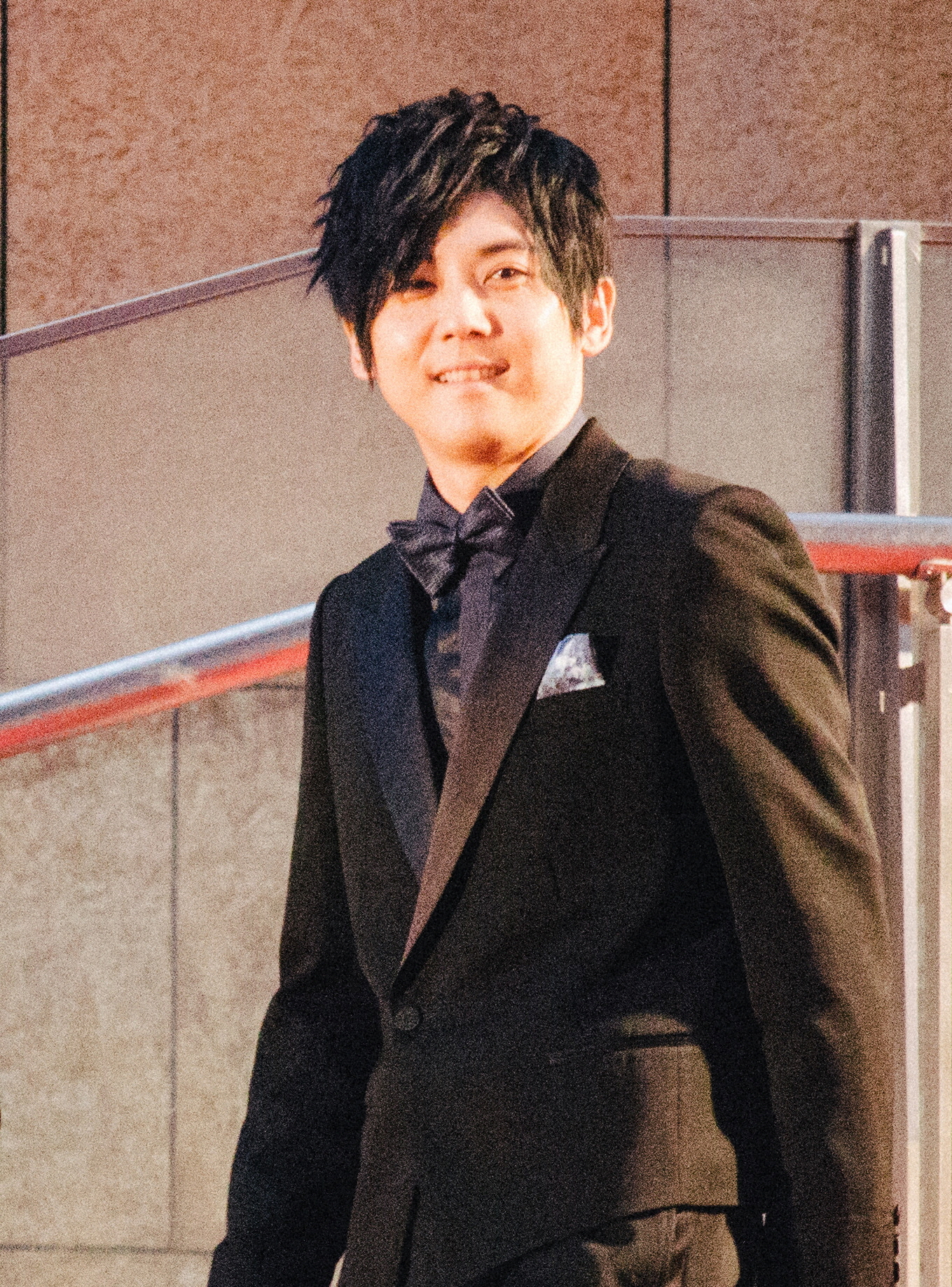
日語配音員梶裕貴

於動畫版聲演艾連的日本配音員梶裕貴表示，如何詮釋艾連的巨人型態是很重要的，因為他認為那是角色的外延。梶裕貴在諫山造訪錄音室後與他一起用餐，而諫山告訴他艾連是個不好演的角色，不過也稱讚他：「你已經掌握艾連了」，這給了梶裕貴信心。而在英語配音的版本中，艾連的性格在某些場景中顯得更善於表達和自我反省。

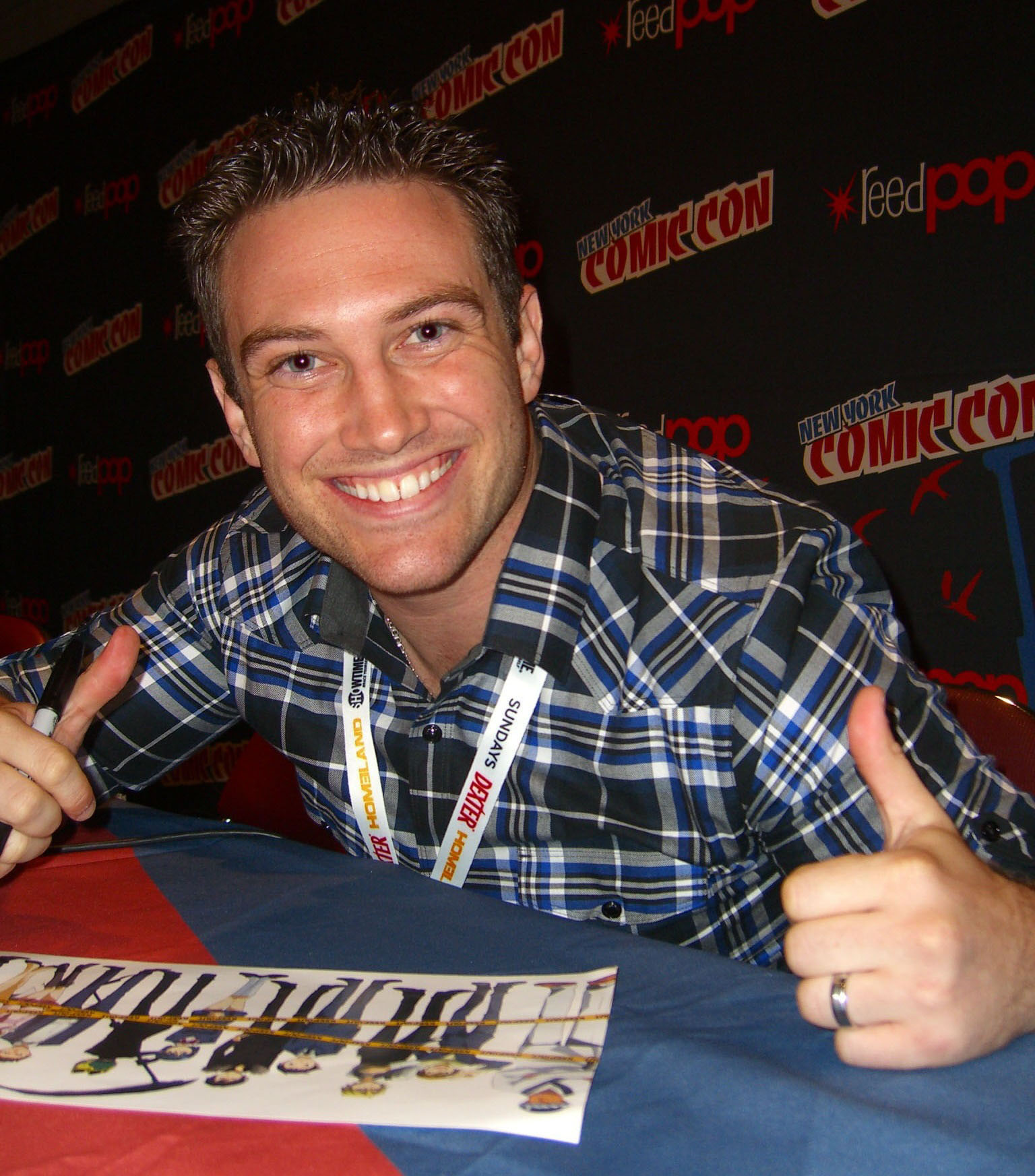
英語配音員布莱斯·峇本布鲁克

早在動畫決定代理並配上英語版前，英語版配音員布莱斯·峇本布鲁克便是這部作品的愛好者，因此當他得知自己將飾演艾連時十分激動。而由於對這個角色早有認識，他認為這可以成為一項優勢。例如，由於已經知道往後曲折的劇情走向，故可以理解前面的故事為何如此安排。此外，由於先前曾為其它熱門作品配過音，他認為這次為飾演角色所帶來的壓力作好了準備。儘管有著相似的聲音範圍，但因為艾連和峇本布鲁克以前聲演過的角色不同，所以他很興奮。峇本布鲁克表示：「這是個很原始的聲音，就像是從我身上抽出一些讓人厭惡的噪音。我很喜歡他，每分每秒都喜歡」，他還指出艾連與他以往用於表達情緒的尖叫聲有何不同。他用三種聲線詮釋艾連，一是童年時期的聲線，二是少年時期的聲線，而第三種則是「與眾不同的聲線」，是「令人厭惡的噪音」。而艾連尖叫的聲音雖然具有挑戰性，不過對他而言並不是最艱難的。

## 劇中表現
艾倫故鄉是希干西納區，故事的開端，他是個對加入調查兵團、探索外界充滿憧憬的孩子，但他的母親卡露拉不希望他入伍。當巨人入侵艾倫家鄉時，他眼睜睜看著自己母親被巨人吃掉，卻什麼也做不了，之後，他便立志要驅逐所有的巨人。他和童年玩伴一起從軍，並以第五名從訓練班畢業。艾倫童年時代的故事以倒敘呈現。在斯干西納區淪陷後，他與父親古利夏短暫相遇，古利夏把家中地下室鑰匙交給艾倫，並在他體內注射神秘液體；在艾連九歲時，他跟隨父親拜訪米卡莎·阿卡曼和她的父母，但卻發現她的父母遭人所殺，米卡莎也淪為人質。艾連殺死了兩名綁匪，並說服米卡莎殺死第三個。
在準備分配所屬兵團前，巨人再度入侵，他為了拯救摯友阿爾敏而遭巨人吞噬，不過他並沒有死，而是變身15米高的巨人，開始攻擊其它巨人。處於巨人型態時，艾倫的本尊位於巨人後頸。由於艾倫還無法掌握自己的巨人力量，因此他最初被軍方視為威脅，並納入里維兵長的特別作戰小組，受之監控。在加入後不久、艾倫遭到女巨人追殺，雖然兵團合力將女巨人擒住，並揪出她的真實身分－－亞妮·雷恩哈特，不過亞妮利用巨人的硬質化能力將自己與外界隔絕，因此眾人沒取得情報。
在與襲擊希干西納區的萊納和貝爾托特（分別可變身為鎧之巨人和超大型巨人）對峙時，多年前吞掉母親的巨人再度現身在艾倫眼前，引發了艾倫的一項新能力，可以操控其他巨人，此能力被其它巨人稱為「座標之力」。艾倫用這項能力壓制了鎧之巨人，讓他的同伴得以撤離。之後，艾倫和朋友被帶到村莊，練習使用硬質化能力修補城牆，然而他卻被王政府羅德·雷斯綁架。艾倫自雷斯之口瞭解到古里沙當年給自己注射的是能變身成巨人的液體，並得知雷斯家族具有修復城牆的硬質化能力。雷斯希望自己的女兒希斯特莉亞能變成巨人吃掉艾倫，繼承始祖巨人，但希斯特莉亞不打算協助父親。在艾倫的同伴前來救助他時，艾倫注射了一罐標有「鎧」的液體，讓自己取得硬質化能力。艾倫以這項能力保護了將被倒塌洞穴壓垮的夥伴，並在之後以此能力修補城牆。在收復斯干西納區後，艾連和米卡莎也回到了自己的家，從地下室抽屜裡父親持有的書籍和照片得知牆內人類為可變成巨人並曾藉此統治世界的特殊人種－－「艾爾迪亞人（尤彌爾的子民）」，百年前被艾爾迪亞帝國滅國的瑪雷帝國於百年前戰勝後對留在瑪雷大陸的艾爾迪亞人實施嚴酷的隔離政策，之後瑪雷政府為了佔有帕拉廸島的冰爆石等資源，以島上弗里玆王宣戰為藉口徵召艾爾迪亞孩童作為巨人之力的「容器」，也因此引發瑪莉亞之牆陷落等事件。
之後瑪莉亞奪還戰後的四年內，艾倫與獲得超大型巨人的阿爾敏和吉克·葉卡所派遣的「反瑪雷義勇兵」擊潰並俘虜了瑪雷派遣的調查船隊，之後還與兵團和希斯特莉亞參與艾爾迪亞國與東洋希茲爾國的會面。會談中，東洋希茲爾國代表清美女士提到目前艾爾迪亞國最能抵抗外國的武器是釋放牆內上千萬超大型巨人的「地鳴」，而「地鳴」的操作條件是始祖巨人與王血巨人的存在，因此王血繼承者需要在繼承巨人的任期內盡可能繁衍後代。當時整場會議只有艾倫挺身反對。之後，艾倫因不明原因（疑似受到義勇兵成員伊蕾娜影響）私自潛伏到馬雷，私下與同父異母哥哥吉克·葉卡結盟，搗亂戴巴家族族長威利·戴巴對帕拉迪島的開戰宣言，在調查軍團的掩護下，成功吃掉「戰槌巨人」的持有人，但也因自己私自行動而被兵團監禁，然而此舉卻引起調查兵團部分成員的支持，事後用戰槌巨人的力量逃脫，並與其支持者會合，試圖找出隨調查兵團來到帕拉迪島的吉克。
葉卡兄弟和其擁護者被奈爾稱為「葉卡派」。由於葉卡派成員大多來自調查兵團，加上調查兵團104期的人與艾倫曾是親密的同袍，憲兵團開始對調查兵團產生不信任感。阿爾敏等人到達尼柯洛所在的餐廳，加比被尼柯洛毆打至頭破血流，艾倫威脅阿爾敏和米卡莎，表示想要談談，但向米卡莎表示阿卡曼的認主本能和口出惡言，辱罵她是牲畜奴隸，揚言最厭惡她，阿爾敏見狀，怒向艾倫出拳，後艾倫殘暴毆打阿爾敏，甚至嘲諷他從來不是對手，後來帶領葉卡派成員與被葉卡派俘虜的阿爾敏、漢吉、賈碧、104期的同僚、駐紮兵團高層和憲兵團等人一同被擄去希干西納區。
艾倫在希干西納區變身巨人迎戰瑪雷，後吉克（巨人）趕到支援。兩人打算接觸，利用始祖之力發動地鳴消滅聯軍和執行「安樂死計畫」。但為瑪雷所阻，艾倫遭加比以反巨人步槍擊中脖子，當場身首異處。飛出去的頭顱被吉克接住，在其死前與吉克來到艾爾迪亞人的「道路」交會的座標，遇到始祖尤彌爾。在座標前，發現兄弟皆老了但感覺只是瞬間發生的事。由於艾倫沒有被不戰契約（在裡面以鎖鏈象徵）束縛，於是向尤彌爾請求力量，但其不為所動。艾連向其兄坦白稱一直反對「安樂死計畫」。但在艾連醒來以前，吉克已在此與始祖尤彌爾相處並了解破解「不戰契約」的方式，尤彌爾只是無自我意志的奴隸，只效忠擁有王血之人。換言之，吉克掌握了始祖之力。之後其認為艾倫已受到父親洗腦，為了拯救艾倫故與其看其出生後父親的記憶。
在古利夏的記憶中，因為進擊的巨人繼承者的記憶與未來有所相連，在「過去」的古利夏可以感覺到「未來」的艾倫進入他的記憶中看著他，甚至能看到吉克。艾倫與吉克一同觀看了父親的記憶，來到了當初艾倫殺死綁架米卡莎的誘拐犯片段，艾倫向吉克表明自己可不像他想的一樣可憐，與其被別人奪走自由，不如自己把自由搶來。一直到了古利夏掠奪始祖的當晚，原本古利夏因為心軟不忍殺害雷斯一家，但在一旁的艾倫走到其身旁命令父親，使其掠奪了始祖巨人並下手殺害雷斯一家。回到了道路中，艾倫告訴吉克自己早在4年前就看見自己未來進入道路的畫面，並感謝吉克，因為有他帶他進入道路才能走到現在，吉克聽了之後命令始祖尤彌爾奪去所有尤彌爾子民的生殖能力，並表示在記憶中的父親告訴他要阻止艾倫的計畫。艾倫見到始祖尤彌爾轉身走向座標並將被鐵鍊綁住的手用力扯斷並衝向始祖阻止其行動。
艾倫告訴始祖尤彌爾她既不是奴隸也不是神明，只是一個普通人而已，不必聽從他人的指令，自己可以做決定，是要永遠留在道路中還是結束這一切，全由她自己決定。艾倫喚醒了始祖尤米爾，讓她決定要怎麼做而發動了地鳴。艾倫開始變身，三道城牆之硬質化解除，成千上萬超大型巨人終於醒來，其後完全掌握始祖力量的艾倫向全世界的尤彌爾的子民揚言要驅逐世界所有人。並且讓超大型巨人穿過大海踩踏全世界，即將要展開驅逐世界所有生命的滅世計畫。

### 其他作品
在外傳漫畫《進擊！巨人中學校》裡，他被設定為對巨人感興趣的中學生。在動作遊戲《進擊的巨人 人類最後之翼》裡，艾連是玩家角色，而他的巨人型態亦在遊戲中登場。

## 反響

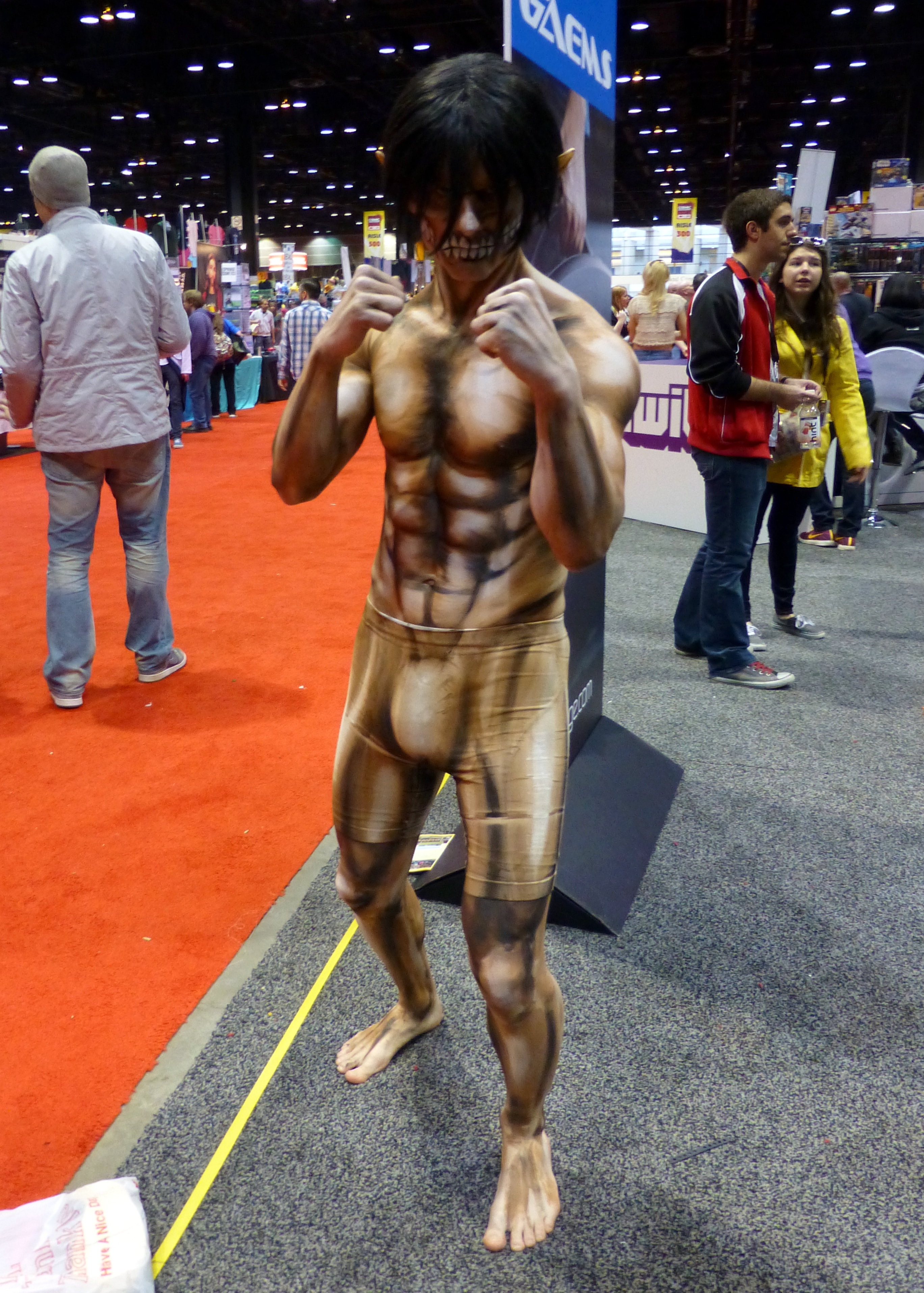
角色扮演成艾連（巨人型態）的Cosplayer

動畫評論者對艾連的評價毀譽參半。基於艾連魯莽的行為和拙劣的理解能力，動畫新聞網的雅各布·霍普·查普曼（Jacob Hope Chapman）認為「就算以15歲男孩的標準而言，他也不是個可愛的主角」，不過他喜歡艾連以相信自己、懷抱希望和夢想的精神來鼓舞他人，而這也讓他成為「人性之心」。而塞倫·馬汀指出，雖然故事初期的艾連除了憤怒之外似乎沒有其他情感，不過隨著故事進展，他確實表現出除此之外的情緒。Blu-ray.com的傑佛瑞·考夫曼（Jeffrey Kaufman）認為艾連是「引人注目的角色，一旦劇情有了驚人的發展，就會變得更加引人注目」。
Fandom Post的凱爾·查里加尼斯（Kyle Charizanis）對動畫中描繪了艾連從「令人同情的可憐蟲」轉變成「立誓殺光所有巨人」這點感到有趣。而當動畫進展到艾連逐漸掌控自己的變身能力時，查里加尼斯補充說：「或許他往後會發展出像其他的動畫角色一樣的特殊能力，例如以身體當作橋樑、治療別人的傷口、或是把手臂化為利刃」，而在第一季的最後一集，艾連與女巨人對決的場景中，他認為艾連內心獨白的語調「從平常的暴戾之氣變成欣喜若狂」，並將他的語調與小丑互相比較。《複雜》雜誌的以利亞·華生（Elijah Watson）喜歡劇中巨人型態的艾連轉而攻擊其他巨人的橋段，他將之稱為「巨星時刻」。動畫新聞網的竹東（Bamboo Dong）喜歡艾連的變身能力，以及作品對他在取得變身能力後的描繪，特別是艾連以巨人型態與女巨人對戰時，對於艾蓮的人性描寫。
某些評論者則批評了角色的性格。THEM Anime Reviews的尼克·布朗（Nick Browne）認為艾連是個讓人失望的主角，因為他經常表現出幼稚的憤怒。Japanator的艾略特·葛雷（Elliot Gray） 認為艾連的形象就像典型的少年漫畫主角，吸引力比不上米卡莎和阿爾敏。無獨有偶，Manga Bookshelf的安納·尼特羅認為艾連是個「典型的，魯莽躁進且自以為是少年漫畫英雄」，並批評漫畫裡的角色「畫風僵硬，比例失調」。例如，在許多場景裡都可以看到艾連和他的同伴們互相大喊，不過他們的表情並沒有很大的變化。另一方面《The Artifice》的賈斯汀·吳認為艾連的熱血性格是積極的角色特質。查普曼認為詮釋童年艾連對峇本布魯克而言太過勉強，不過配少年艾連時的表現就好多了。
在由《Newtype》雜誌舉辦的2013年動畫獎中，艾連被選為第八優秀的男性角色。而在《Animage》舉辦的2014年Anime GrandPrix中，艾連被讀者票選為第四受歡迎的男性角色，而該年度最受歡迎的是同作品的配角里維。不過他的日本配音員卻贏得了該屆最優秀配音員票選，而艾連是他在該屆的主要聲演的角色。在《Animedia》舉行的票選中，艾連被提名至「最有價值角色 」、「黑暗」、「熱血」、「勇敢」多個類別，雖然最終只贏得了「熱血」獎，但在其他類別裡的排名亦不差。動畫新聞網將艾連的變身能力列為最怪異的動畫超能力之一。
身為故事的主角，在許多《進擊的巨人》周邊商品中都可以看見艾連的身影。Good Smile Company在2013年12月推出印有艾連和作品中其他角色圖案的吊飾，2014年4月推出艾連的黏土人，5月則和MAX FACTORY合作推出figma
。萬代在2013年12月開賣艾連造型的小型絨毛娃娃，隔年7月推出大型的。コウブツヤ在2013年秋季推出以艾連的角色特質為概念的香水，同時還推出了其他幾名角色，例如米卡莎和里維的角色香水。